# حظا سعيدا تشاك
حظا سعيدا تشاك (بالإنجليزية: Good Luck Chuck) هو فيلم كوميدي تم إنتاجه في الولايات المتحدة وعرض لأول مرة في 21 سبتمبر 2007. الفلم من بطولة داين كوك وجيسيكا ألبا.

## القصة
تدور قصة الفيلم عن طبيب الأسنان تشاك الذي يبحث عن زوجة له.

## بطولة
- داين كوك دور الطبيب.
- جيسيكا ألبا بدور كام.

## الميزانية والإيرادات
بلغت تكلفة إنتاج الفيلم حوالي 25 مليون دولار بينما حقق أرباحا تقدر بـ 59.192.128 دولار.

## وصلات خارجية
- حظا سعيدا تشاك على موقع IMDb (الإنجليزية)
- حظا سعيدا تشاك على موقع ميتاكريتيك (الإنجليزية)
- حظا سعيدا تشاك على موقع روتن توميتوز (الإنجليزية)
- حظا سعيدا تشاك على موقع نتفليكس (الإنجليزية)
- حظا سعيدا تشاك على موقع قاعدة بيانات الأفلام العربية
- حظا سعيدا تشاك على موقع ألو سيني (الفرنسية)
- حظا سعيدا تشاك على موقع Turner Classic Movies (الإنجليزية)
- حظا سعيدا تشاك على موقع أول موفي (الإنجليزية)
- حظا سعيدا تشاك على موقع بوكس أوفيس موجو (الإنجليزية)
- حظا سعيدا تشاك على موقع فيلمافينيتي (الإسبانية)